# Sanguela
Conseguela é uma comuna rural de Gudié Suguna, na circunscrição de Cutiala, na região de Sicasso ao sul do Mali.